# Kiko Hernández
Francisco Hernández Ruiz (Madrid, 26 de agosto de 1976) es un colaborador, actor y presentador de televisión español, conocido por su participación en el concurso Gran Hermano (2002).

## Biografía
Francisco Hernández Ruiz nació en Madrid el 26 de agosto de 1976. El 16 de septiembre de 2023 contrae matrimonio con el actor Fran Antón en la ciudad de Melilla. Son padres de dos niñas, Abril y Jimena.

## Trayectoria profesional
En el año 2002 participó en la tercera edición del reality show Gran Hermano, donde empezó a ganar popularidad. Tras quedar en tercera posición, le surgió colaborar en Crónicas marcianas, presentado por Javier Sardà, hasta la finalización del programa en 2005. En 2004 empezó a colaborar en A tu lado, presentado por Emma García y Felisuco. Cuando el programa se canceló en 2007, fichó por La noria hasta 2012. En 2013 comenzó a escribir artículos en la revista Qué me dices, aunque previamente había realizado un blog en Telecinco.es llamado El Confesionario de Kiko, espacio de relevancia informativa en noticias del corazón y concursos televisivos que se inició en 2008.
En 2009 comenzó a colaborar en los programas Sálvame y Sálvame Deluxe, que se convirtieron líderes en audiencia, convirtiéndole en uno de los colaboradores de televisión más reconocidos y polémicos. En 2011 presentó el espacio La Caja Deluxe, dentro del formato El Deluxe. En esos años, también participó en Resistiré, ¿vale?, presentado por Tania Llasera. En 2012 sufrió una crisis y dejó el programa provisionalmente. Regresó meses más tarde para presentar Las bodas de Sálvame los sábados en Telecinco, junto a Carmen Alcayde y retomando su faceta como colaborador en Sálvame. Más adelante, en 2017, comenzó a presentar el programa Sálvame como sustituto de los presentadores principales, siendo cada vez más asiduo en su labor de presentador.
Desde julio hasta septiembre de 2013 formó parte del tribunal de justicia en el programa Campamento de verano en Telecinco. En 2017 presentó el programa en línea Y tú qué sabes del canal Mtmad. En 2019 comenzó a presentar en el late-night de Telecinco el programa Mejor llama a Kiko.
Tras el final de Sálvame y de su derivado Deluxe, dio el salto a la plataforma Netflix junto a parte de sus compañeros de programa en el docu-reality Sálvese quien pueda.
El 3 de junio de 2024, comenzó a colaborar en Ni que fuéramos Shhh, un espacio de entretenimiento y crónica social, emitido en directo en Canal Quickie a través de las redes sociales y plataformas de streaming.

## Carrera actoral
Antes de presentase al casting de Gran hermano, ya había realizado cursos de interpretación y clases de doblaje. Su primera participación en el mundo del espectáculo fue en noviembre de 2015 como maestro de ceremonias del espectáculo «Acompañante Deluxe». En 2019 se anunciaron sus primeros proyectos como actor, debutando en la película El ídolo, dirigida por Andreu Castro. También se anunció su papel protagónico para la serie Mi tío Kiko, todavía no emitida.
En 2021 protagonizó la obra teatral Distinto, escrita por Juan Andrés Araque Pérez y dirigida por Juan Luis Iborra.

## Vida personal
En mayo de 2015 Kiko Hernández anuncia durante un programa de televisión que se convertiría en padre soltero. El 19 de enero de 2017, Kiko se convirtió en padre de dos niñas mellizas llamadas Abril y Jimena Hernández Ruiz, nacidas tras un proceso de gestación subrogada en Estados Unidos.
El 13 de junio de 2023 anuncia su compromiso con el actor Fran Antón, tras meses de rumores y especulaciones. El 16 de septiembre de 2023 contrae matrimonio con Fran Antón en la ciudad de Melilla.

## Polémicas
El 27 de marzo de 2015 fue condenado por la Audiencia Provincial de Madrid a una pena de seis meses de cárcel por cometer un delito de apropiación indebida, ya que fue encontrado culpable de haberse quedado con 14 000€ —que fue obligado a devolver— de un cliente de su empresa inmobiliaria, clausurada años antes. Tras esto, el programa Sálvame apartó al colaborador durante dos semanas para que el asunto se calmase, aunque la versión oficial señaló que «se había tomado unas vacaciones».
En el verano de 2012 el empresario valenciano Juan Manuel Jiménez Muñoz, conocido como Chuano y supuesto exnovio de Kiko Hernández, se ve envuelto en una tormenta mediática al hacerse público que ha tenido que acudir a los juzgados para interponer una denuncia a Kiko Hernández por presuntos malos tratos psicológicos, insultos, amenazas y difamaciones. El 5 de marzo de 2018 el juzgado de Instrucción número 12 de Madrid dicta sentencia sobre la denuncia interpuesta por Kiko Hernández a Juan Manuel (Chuano), en el que absuelve a este último del delito de amenazas del que era objeto de acusación. Además deniega al demandante, Kiko Hernández, la indemnización de 30.000 euros requerida por los daños causados por el supuesto acoso sufrido a lo largo de varios meses.

## Trayectoria

### Programas de televisión
| Año                  | Programa                                 | Cadena                            | Notas                                          |
| -------------------- | ---------------------------------------- | --------------------------------- | ---------------------------------------------- |
| 1994                 | No me lo puedo creer                     | La 1                              | Invitado                                       |
| 1995                 | De que parte estás                       | Telecinco                         | Colaborador                                    |
| 2002                 | Gran Hermano 3                           | Telecinco                         | Concursante. 3.er finalista                    |
| 2002-2003            | Gran Hermano 4: El Debate                | Telecinco                         | Colaborador                                    |
| 2002-2006            | Crónicas Marcianas                       | Telecinco                         | Colaborador                                    |
| 2002-2007            | A tu lado                                | Telecinco                         | Colaborador                                    |
| 2007                 | TNT                                      | Telecinco                         | Colaborador                                    |
| 2008-2009            | El ventilador                            | Telecinco                         | Colaborador                                    |
| 2008-2009            | Gran Hermano 10: El Debate               | Telecinco                         | Colaborador                                    |
| 2009                 | El programa de Ana Rosa                  | Telecinco                         | Colaborador                                    |
| 2009-2017; 2021-2023 | Deluxe                                   | Telecinco                         | Colaborador habitual (2009-2017)               |
| 2009-2017; 2021-2023 | Deluxe                                   | Telecinco                         | Colaborador esporádico (2021-2023)             |
| 2009-2023            | Sálvame                                  | Telecinco                         | Colaborador                                    |
| 2010                 | ¡Mira Quién Mira!                        | Telecinco                         | Colaborador                                    |
| 2010-2011            | Resistiré, ¿vale?                        | Telecinco                         | Colaborador                                    |
| 2013-2014            | Abre los ojos... y mira                  | Telecinco                         | Colaborador                                    |
| 2013                 | Campamento de verano                     | Telecinco                         | Colaborador                                    |
| 2013                 | Las bodas de Sálvame                     | Telecinco                         | Presentador                                    |
| 2015                 | Gran Hermano VIP 3: El Debate            | Telecinco                         | Colaborador                                    |
| 2015-2017            | La noche en Paz                          | Telecinco                         | Colaborador                                    |
| 2015; 2023           | Deluxe                                   | Telecinco                         | Invitado                                       |
| 2016                 | Gran Hermano VIP 4: El Debate            | Telecinco                         | Colaborador                                    |
| 2016-2022            | Sálvame                                  | Telecinco                         | Presentador sustituto                          |
| 2017-2018            | Campanadas Fin de Año                    | Telecinco / Cuatro                | Presentador                                    |
| 2019-2024            | Mejor llama a Kiko                       | Telecinco / Be Mad / Cuatro / FDF | Presentador                                    |
| 2019                 | Sálvame Okupa                            | Telecinco                         | Presentador                                    |
| 2019                 | Gran Hermano VIP 7: Límite 48h           | Telecinco                         | Colaborador                                    |
| 2020                 | La última cena 1                         | Telecinco                         | Participante. 9.º lugar                        |
| 2020                 | ¡Quiero dinero!                          | Telecinco                         | Presentador                                    |
| 2021                 | Rocío, contar la verdad para seguir viva | Telecinco                         | Colaborador                                    |
| 2021                 | La última cena 2                         | Telecinco                         | Participante. 3.er lugar (finalista eliminado) |
| 2022                 | Sálvame Fashion Week                     | Telecinco                         | Participante                                   |
| 2022                 | Sálvame Mediafest                        | Telecinco                         | Participante. Segundo                          |
| 2022                 | En el nombre de Rocío                    | Telecinco                         | Colaborador                                    |
| 2022                 | Mediafest Night Fever                    | Invitado                          |                                                |
| 2023-2024            | Sálvese quien pueda                      | Netflix                           | Participante                                   |
| 2024-2025            | Ni que fuéramos Shhh                     | Canal Quickie / Ten               | Colaborador                                    |
| 2025                 | Tentáculos                               | Canal Quickie / Ten               | Colaborador y presentador sustituto            |

### Películas
| Año  | Título   | Personaje | Director      | Notas            |
| ---- | -------- | --------- | ------------- | ---------------- |
| 2021 | El ídolo | Cura      | Andreu Castro | Papel secundario |

### Series de televisión
| Año  | Programa            | Cadena   | Personaje | Episodios  |
| ---- | ------------------- | -------- | --------- | ---------- |
| 1995 | Farmacia de guardia | Antena 3 | Cliente   | 1 episodio |

### Teatro
| Año           | Obra               | Teatro                                         | Personaje                              |
| ------------- | ------------------ | ---------------------------------------------- | -------------------------------------- |
| 2013          | Campanadas de boda | Teatro Nuevo Apolo La Cubana                   | Él mismo                               |
| 2015-2018     | Acompáñame Deluxe  | Gira teatral                                   | Maestro de ceremonias                  |
| 2021-2022     | Distinto           | Gira teatral                                   | Alejandro                              |
| 2023-presente | Bodas de sangre    | Gira teatral                                   | Productor y actor                      |
| 2023-presente | Las Troyanas       | Teatro Amaya y gira teatral                    | Productor y actor                      |
| 2023-presente | Kiko, acompáñame   | Plaza de toros de Melilla y gira teatral       | Productor y presentador y gira teatral |
| 2023-presente | Bodas de sangre    | Vejer de la frontera y gira teatral            | Productor y actor                      |
| 2023-presente | La Ouija           | Teatro Kursaal-Fernando Arrabal y gira teatral | Productor y actor                      |
| 2024-presente | La boda del año    | Teatro Las Vegas de Madrid                     | Productor y actor                      |